# Mạc Thiên Tứ
 (octobre 2018).
Si vous disposez d'ouvrages ou d'articles de référence ou si vous connaissez des sites web de qualité traitant du thème abordé ici, merci de compléter l'article en donnant les références utiles à sa vérifiabilité et en les liant à la section « Notes et références ».
Mạc Thiên Tứ (鄚天賜, 1700-1780) est un général de la dynastie Nguyễn, dirigeant du Hà Tiên de 1735 à 1780. Il est le fils de Mạc Cửu.